# São João do Piauí
Pour les articles homonymes, voir São João.
São João do Piauí est une ville brésilienne située dans l'État du Piauí.

## Généralités
São João do Piauí se trouve à 493 km de la capitale administrative du Brésil, Brasilia. Sa population était de 19 264 habitants au recensement de 2009.

## Géographie
Santos se situe par une latitude de 8° 21' 29" sud et par une longitude de 42° 14' 48" ouest à une altitude de 222 m. La municipalité s'étend sur 1 532 km2